# Ветсінге
Ветсінге (нід. Wetsinge) — село в нідерландській провінції Гронінген. Входить до муніципалітету Гет-Гогеланд.
Його площа становить 0,10км², а населення станом на 2021 рік складало 50 осіб.

## Галерея

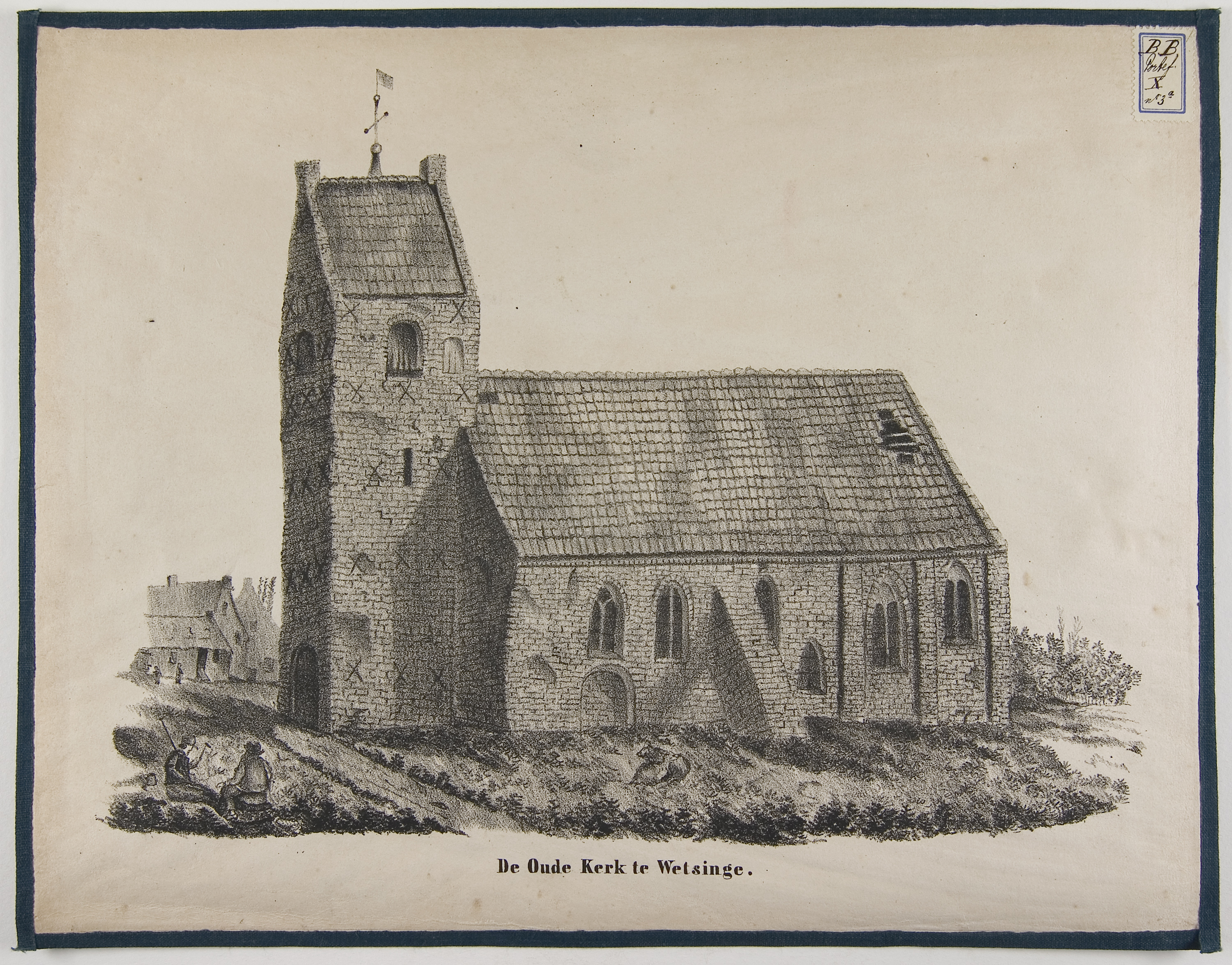
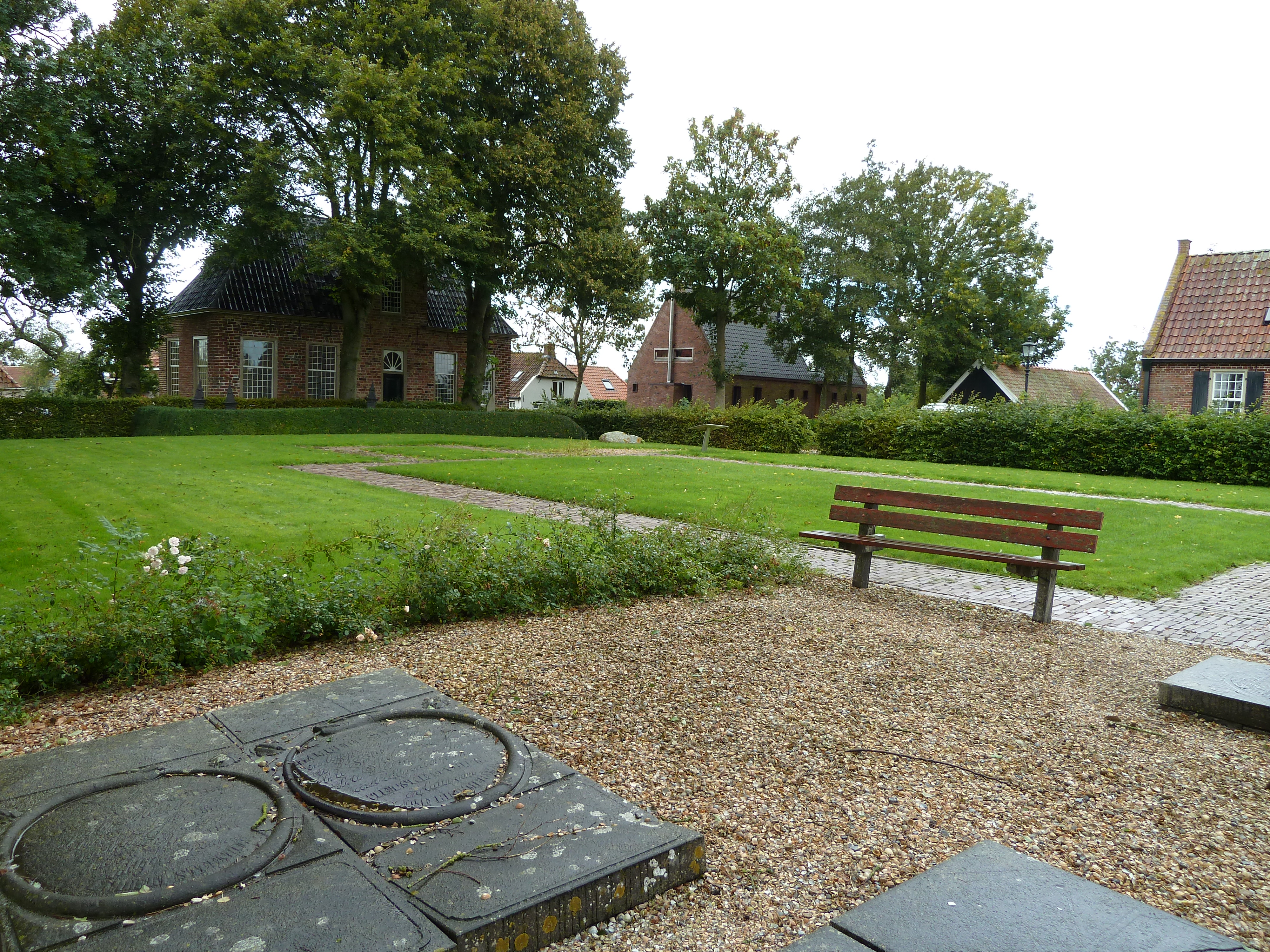
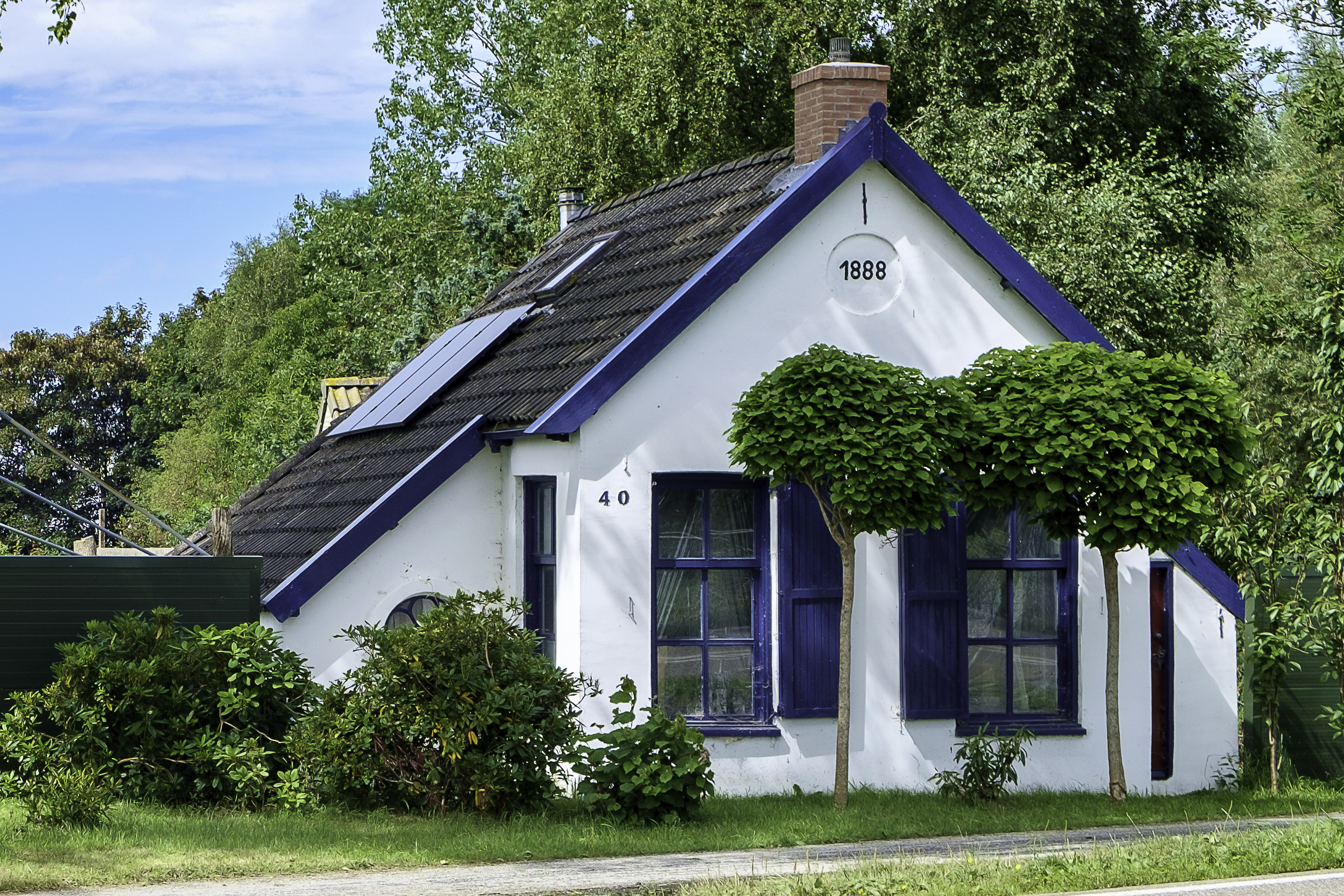
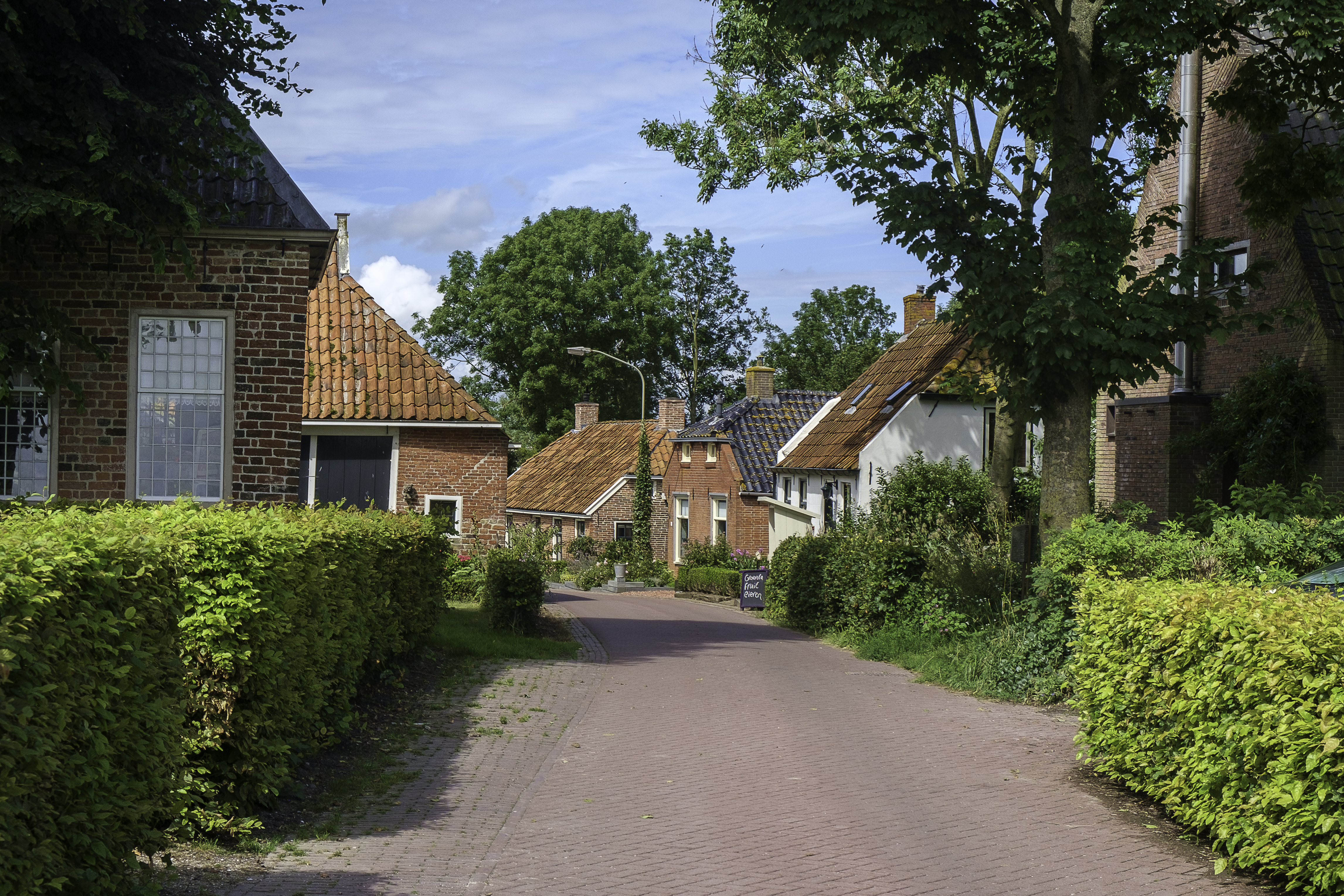